# Distância entre os eixos
A distância entre (os) eixos é a distância entre os centros das rodas dianteira e traseira.
Geralmente, quanto maior a distância entre os eixos, maior será o conforto no interior do veículo. Isto explica o fato de carros maiores possuirem mais conforto e também mais espaço interno em relação aos carros menores.